# Michail Sergejewitsch Gorbatschow

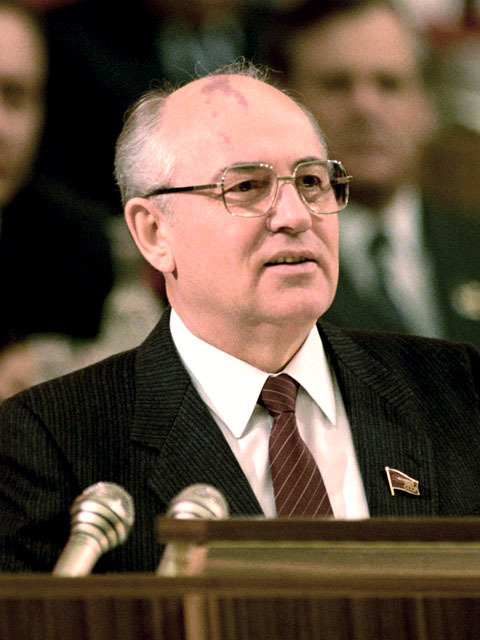
Michail Gorbatschow (1987)

Michail Sergejewitsch Gorbatschow (russisch Михаил Сергеевич Горбачёв anhörenⓘ, wiss. Transliteration Michail Sergeevič Gorbačёv; * 2. März 1931 in Priwolnoje; † 30. August 2022 in Moskau) war ein sowjetisch-russischer Politiker. Er war von März 1985 bis August 1991 Generalsekretär des Zentralkomitees der Kommunistischen Partei der Sowjetunion (KPdSU) und von März 1990 bis Dezember 1991 Staatspräsident der Sowjetunion. Er setzte mit Glasnost („Offenheit“), einem Bekenntnis zur Meinungsfreiheit, und Perestroika („Umbau“), insbesondere mit der Abschaffung der Planwirtschaft, neue Akzente in der sowjetischen Politik. In Abrüstungsverhandlungen mit den USA leitete er das Ende des Kalten Krieges ein. 1990 erhielt er den Friedensnobelpreis.

## Leben

### Kindheit und Jugend
Michail Gorbatschow kam am 2. März 1931 als Sohn eines russischen Vaters, Sergei Andrejewitsch Gorbatschow (1909–1976), und einer ukrainischen Mutter, Marija Pantelejewna Gopkalo (1911–1993), in der Region Nordkaukasus (heute Region Stawropol) zur Welt. Seine Eltern waren Bauern in einem Kolchos in der Ortschaft Priwolnoje. Gorbatschows Großvater mütterlicherseits, Pantelei Jefimowitsch Gopkalo, war Leiter dieser Kolchose, wurde aber 1937 wegen Trotzkismus-Verdachts verhaftet, gefoltert und zum Tod durch Erschießen verurteilt. Das Urteil wurde jedoch nicht vollstreckt und Gopkalo nach 14 Monaten aus der Haft entlassen. An diesem Ort wuchs Michail Gorbatschow heran, wobei er viel Zeit bei seinen Großeltern mütterlicherseits verbrachte, die in ihre Enkelkinder vernarrt waren. Erste Berufserfahrungen sammelte er mit 17 Jahren, als er zusammen mit seinem Vater mehrere tausend Zentner Getreide erntete. Der Vater erhielt dafür den Leninorden und Michail als Mitglied des kommunistischen Jugendverbands Komsomol im Alter von 19 Jahren den Orden des Roten Banners der Arbeit. Für den Wehrdienst wurde er als untauglich klassifiziert. Gorbatschow studierte Jura an der Lomonossow-Universität in Moskau und lernte dort seine spätere Frau Raissa (1932–1999) kennen. Sie heirateten im September 1953 und zogen gemeinsam zurück in seine Heimatregion Stawropol im nördlichen russischen Kaukasus, nachdem er 1955 sein Studium beendet hatte.

### Parteikarriere

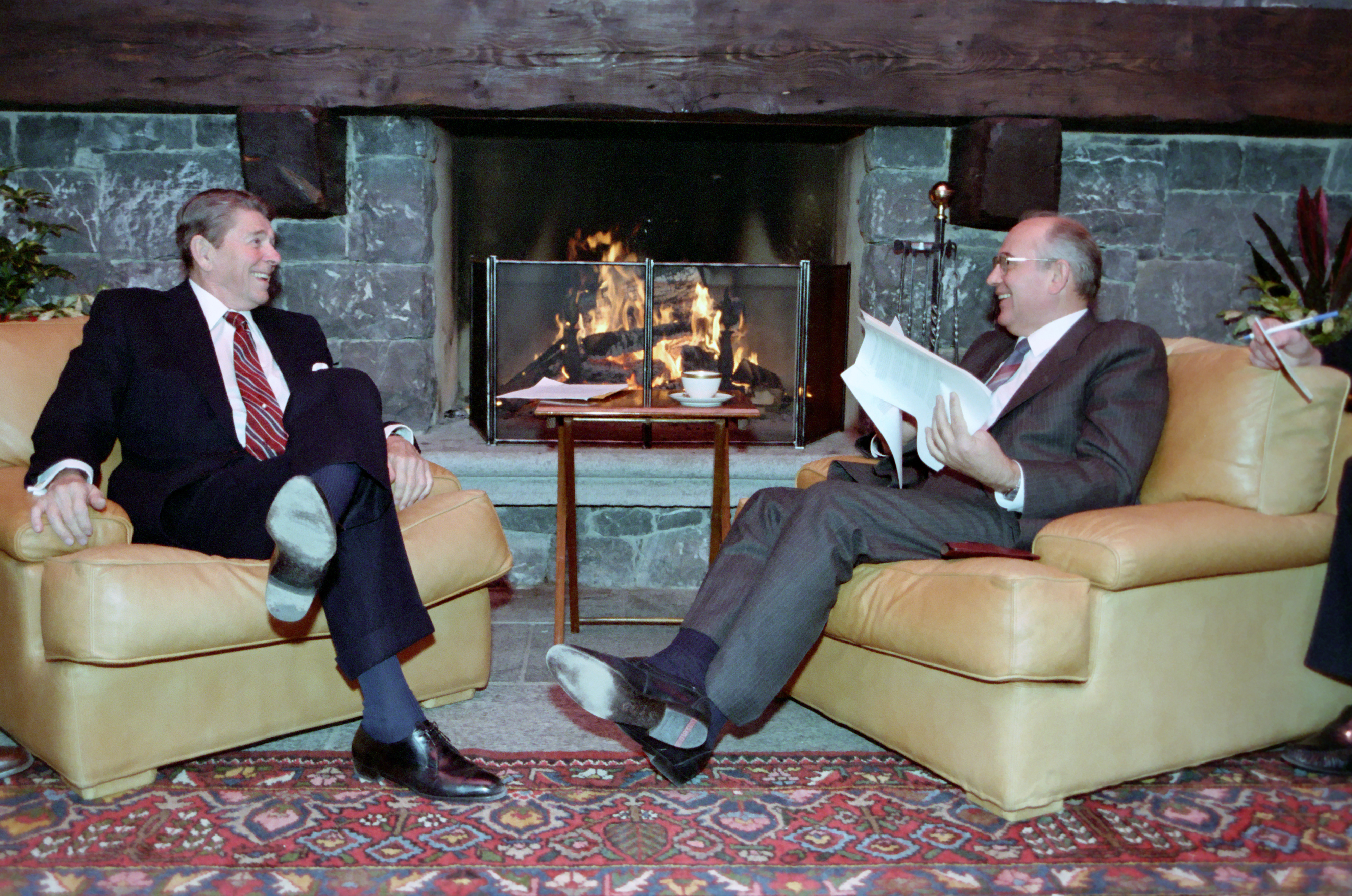
Gorbatschow im Gespräch mit dem US-Präsidenten Ronald Reagan (1985)

Im Juni 1950 wurde er Kandidat und trat 1952 als Vollmitglied in die Kommunistische Partei der Sowjetunion (KPdSU) ein und agierte von da an 22 Jahre lang im heimatlichen Stawropol für die Partei. 1966 machte er im Alter von 35 Jahren einen Abschluss als Agrarbetriebswirt am Landwirtschaftlichen Institut. Gleichzeitig setzte er seine Parteikarriere fort und wurde 1970 zum Ersten Sekretär für Landwirtschaft berufen sowie im Folgejahr Mitglied des Zentralkomitees der KPdSU. 1972 führte er eine sowjetische Delegation nach Belgien, zwei Jahre später wurde er Repräsentant des Obersten Sowjets und Vorsitzender der Ständigen Kommission für Jugendpolitik (russisch Комиссия по делам молодёжи Совета Союза Верховного Совета). Mitglied der Kreml-Führung wurde er bald nach dem überraschenden Tod seines Förderers Fjodor Kulakow 1978 als dessen Nachfolger im Parteiamt des ZK-Sekretärs für Landwirtschaft und anschließend in rascher Folge als Kandidat (1979) und Vollmitglied (1980) des Politbüros. Bereits vorher hatte er Juri Andropow kennengelernt, den Chef des KGB, der ebenfalls aus Stawropol stammte und Gorbatschow in den kommenden Jahren in seiner Karriere im Parteiapparat unterstützte. Beide verbrachten 1978 ihren Urlaub zusammen in Kislowodsk, wo sie in den nahen Bergen wandern gingen und abends Gespräche bei der Musik von Wladimir Wyssozki und Juri Wisbor führten, deren Werke in der Sowjetunion hauptsächlich als Bootlegs in Umlauf waren.
Aufgrund seiner Position in der Partei konnte er auch das westliche Ausland bereisen. 1972 besuchte er Turin und sprach mit Enrico Berlinguer, 1975 besuchte er mit einer Delegation die Bundesrepublik Deutschland, 1983 führte er eine sowjetische Kommission nach Kanada, um sich mit Pierre Trudeau zu treffen, dem damaligen Premierminister, sowie mit Mitgliedern des kanadischen Parlaments. 1984 reiste er nach Großbritannien und sprach mit Premierministerin Margaret Thatcher. Sie äußerte sich anschließend positiv über ihn: „Ich mag Herrn Gorbatschow. Mit ihm können wir arbeiten.“

### Generalsekretär des ZK der KPdSU
| Sowjetische Führer der Bolschewiki (1917–1952) und der KPdSU (1952–1991)1915 —– 1920 —– 1925 —– 1930 —– 1935 —– 1940 —– 1945 —– 1950 —– 1955 —– 1960 —– 1965 —– 1970 —– 1975 —– 1980 —– 1985 —– 1990 —– 1995 — ←Wladimir Lenin←Triumvirat←Duumvirat←Josef Stalin←Kollektive Führung←Duumvirat←Nikita Chruschtschow←Leonid Breschnew←Juri Andropow←Konstantin Tschernenko←Michail Gorbatschow |

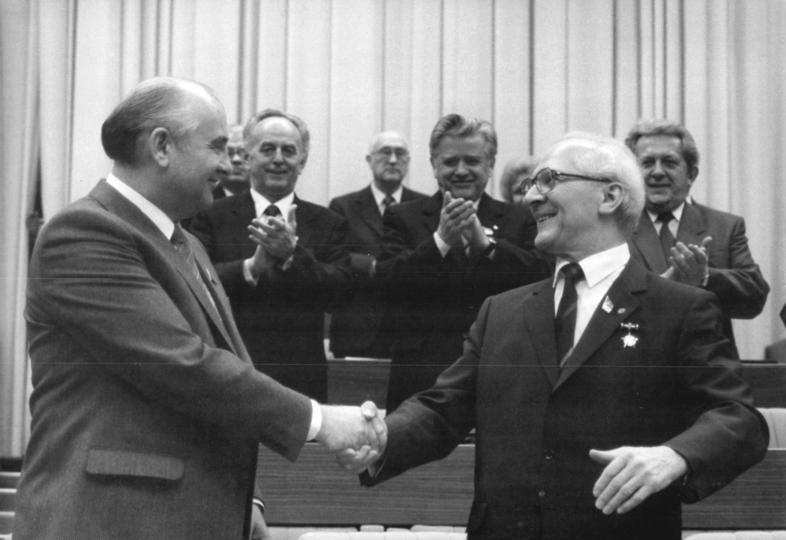
Michail Gorbatschow und Erich Honecker auf dem XI. Parteitag der SED im April 1986

Nach Leonid Breschnew und dem nur kurzzeitig amtierenden Juri Andropow lenkte mit Konstantin Tschernenko erneut ein schwer kranker, alter Mann die Geschicke der Sowjetunion. Als mögliche Nachfolger waren Vertreter einer neuen Generation im Gespräch, der „Hardliner“ Grigori Romanow aus Leningrad sowie der „Reformer“ Gorbatschow.
Am 11. März 1985, dem Tag nach dem Tod des damaligen Generalsekretärs des ZK der KPdSU, Konstantin Tschernenko, wählte man Gorbatschow mit 54 Jahren zum zweitjüngsten Generalsekretär in der Geschichte der Kommunistischen Partei. Auf seiner ersten Reise, im Mai 1985 nach St. Petersburg, zeigte sich Gorbatschow auf der Straße und sprach mit den Bürgern, was seit Lenin kein sowjetischer Parteichef mehr getan hatte. Zu Beginn seiner Amtszeit startete er mit Restriktionen für den Verkauf von Wodka, der Schließung von Brauereien und Destillerien sowie dem Vernichten von Weinstöcken die größte Anti-Alkohol-Kampagne, die es jemals in der UdSSR gegeben hatte. Auf seiner ersten Westreise im Oktober 1985 begab sich Gorbatschow zuerst nach Frankreich, wo er gegenüber der französischen Nationalversammlung einen Abbau von sowjetischen SS-20-Atomraketen anbot, deren Aufstellung den NATO-Doppelbeschluss ausgelöst hatte. Den gleichen Vorschlag unterbreitete er dem US-Präsidenten Ronald Reagan einen Monat später in Genf.
Als De-facto-Herrscher der Sowjetunion führte er die Konzepte Glasnost („Offenheit“) und Perestroika („Umstrukturierung“) in die politische Arbeit ein. Dabei stützte er sich auf einen kleinen Kreis von Vertrauten wie Alexander Nikolajewitsch Jakowlew. Dieser Prozess begann während des 27. Parteitages der KPdSU im Februar 1986.
Gorbatschow bekannte sich zu den politischen Fehlern der Partei seit Stalins Zeiten und den Verbrechen während des Zweiten Weltkrieges. Unter seiner Verantwortung wurde u. a. die Existenz des zuvor hartnäckig geleugneten geheimen Zusatzprotokolls zum deutsch-sowjetischen Nichtangriffspakt zwischen dem Deutschen Reich und der Sowjetunion von 1939 zugegeben, ebenso wie das daran anschließende Massaker von Katyn sowjetischer Truppen gegen die polnische Führungsschicht 1940. Weiterhin sorgte er für den Rückzug der Sowjetunion aus Afghanistan.

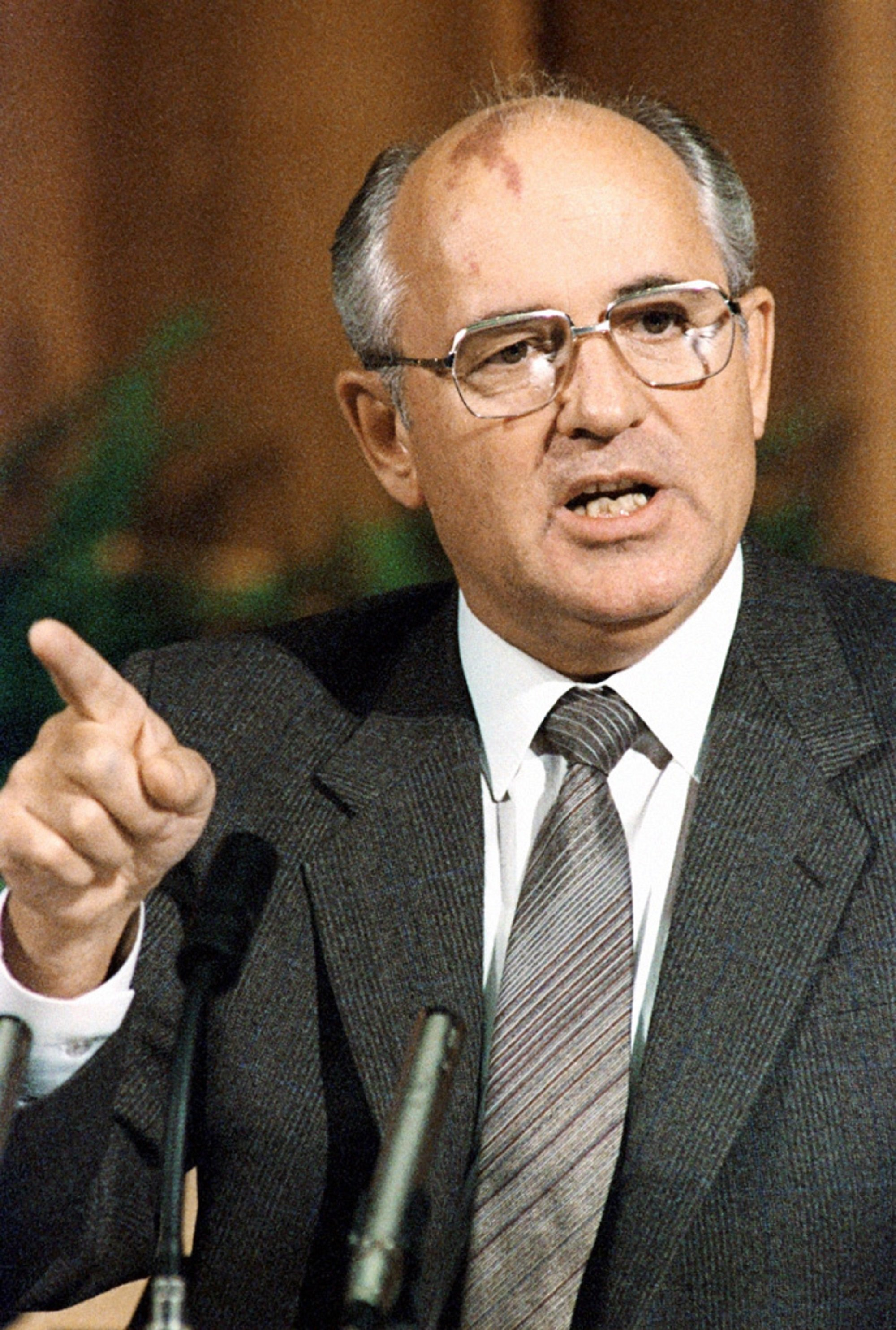
Michail Gorbatschow (1986)

Am 19. Dezember 1986 wurde der Regimekritiker Andrei Sacharow (1921–1989) von der sowjetischen Regierung rehabilitiert und durfte aus der Verbannung nach Moskau zurückkehren.
1987 kam es zu einer Rehabilitierung Nikolai Bucharins (1888–1938) und weiterer Oppositioneller aus der Zeit der Stalinschen Säuberungen.
Als Nachfolger von Andrei Gromyko wurde Gorbatschow 1988 Vorsitzender des Präsidiums des Obersten Sowjets und damit Staatsoberhaupt. Am 7. Dezember 1988 hielt er eine Rede vor der 43. UN-Generalversammlung in New York, bei der er einseitige Abrüstungsschritte in Aussicht stellte. US-Außenminister George Shultz kommentierte die Rede: „Wenn irgendjemand das Ende des Kalten Kriegs erklärt hat, dann war es Gorbatschow in dieser Rede. Er war vorüber.“

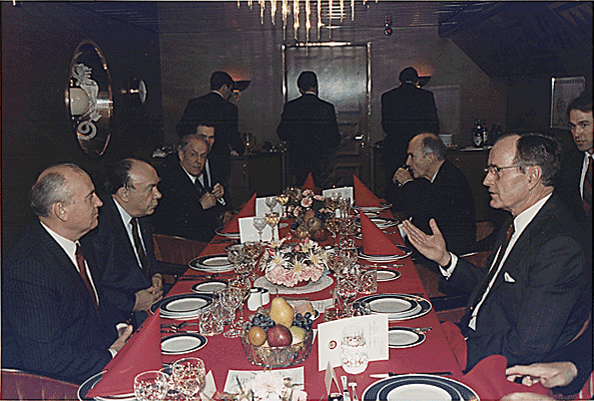
Gipfeltreffen vor Malta (1989)

Im selben Jahr distanzierte sich Gorbatschow von der Breschnew-Doktrin (seine Position wird als Sinatra-Doktrin bekannt) und ermöglichte damit, dass die Länder des Warschauer Pakts ihre Staatsform fortan selbst bestimmen konnten. Die neue Freiheit führte 1989 zu einer Reihe überwiegend friedlicher Revolutionen in Osteuropa, die den Kalten Krieg beendeten. Vier Wochen nach dem Fall der Berliner Mauer, von dem Gorbatschow überrascht wurde, traf er am 2. und 3. Dezember 1989 vor Malta auf dem sowjetischen Kreuzfahrtschiff Maxim Gorki zu einem Gipfelgespräch mit dem US-Präsidenten George H. W. Bush zusammen und stellte dabei fest: „Der Kalte Krieg ist zu Ende.“ Zunächst lehnte Gorbatschow die deutsche Wiedervereinigung ab, unter anderem wegen einer möglichen Mitgliedschaft Deutschlands in der NATO und einer damit einhergehenden NATO-Osterweiterung. Erst nach der ersten freien Volkskammerwahl in der DDR, bei der am 18. März 1990 die für die deutsche Einheit eintretenden Gruppierungen die absolute Mehrheit gewonnen hatten, sowie der Resolution des Bundestags über die Anerkennung der Oder-Neiße-Grenze als Westgrenze Polens gab er seinen Widerstand gegen den die Wiedervereinigung anstrebenden Kurs von Bundeskanzler Helmut Kohl auf. Gorbatschow erhielt 1990 den Friedensnobelpreis.
In der Sowjetrepublik Aserbaidschan hatten sich um 1988 wegen Auseinandersetzungen mit der sowjetischen Führung und der benachbarten Sowjetrepublik Armenien nach Unabhängigkeit strebende politische Gruppierungen wie die Volksfront gebildet. Die Bewegung organisierte Demonstrationen gegen kommunistische Funktionäre und für Aserbaidschans Unabhängigkeit von der Sowjetunion. Am 15. Januar 1990 übernahmen die Volksfront und andere Dissidenten viele Gebiete Aserbaidschans und verdrängten kommunistische Funktionäre. Am 18. Januar 1990 blockierten sie die Hauptzugangswege nach Baku. Um weitere Unruhen zu verhindern und die Bemühungen der Unabhängigkeitsbewegung zum Sturz des kommunistischen Regimes zu beenden, erklärten Gorbatschow und Verteidigungsminister Dmitri Jasow für Baku den Ausnahmezustand. Am 20. Januar 1990 kam es zum Einsatz der Sowjetarmee. Dabei wurden mehr als 130 Personen getötet, überwiegend Aserbaidschaner, und etwa 800 Menschen verletzt. Die Entscheidung, den Ausnahmezustand zu verhängen und die Streitkräfte zu entsenden, bezeichnete Gorbatschow später als „den größten Fehler seiner politischen Karriere“. Zu einem ähnlichen Vorgang im April 1989, bei dem bei einer friedlichen antisowjetischen Demonstration in der georgischen Hauptstadt Tiflis 21 Menschen durch von Alexander Lebed angeführte Sondereinheiten der sowjetischen Armee getötet wurden, erklärte Gorbatschow, diesen Armeeeinsatz nicht befohlen bzw. vorab keine Kenntnis davon gehabt zu haben.

### Präsident der Sowjetunion
Am 14. März 1990 wurde Gorbatschow auf einem Sonderkongress der Volksdeputierten der UdSSR mit 59,2 % der Stimmen zum Staatspräsidenten der UdSSR gewählt. Während der traditionellen Maiparade 1990 wurden er und die sowjetische Staatsführung vor dem Moskauer Kreml ausgepfiffen. Die Demokratisierung der UdSSR und Osteuropas führte zu einem massiven Machtverlust der Kommunistischen Partei und letztlich zum Zerfall der Sowjetunion und des gesamten Ostblocks.
Während der Paraden zur Feier der Oktoberrevolution am 7. November 1990 gab ein Mann mehrere Schüsse auf Gorbatschow ab, konnte jedoch von Sicherheitskräften überwältigt werden.
Im Zuge der Unabhängigkeitsbewegung der baltischen Staaten kam es zu militärischer Gewalt, die in den Januarereignissen in Litauen 1991 gipfelte. Die Verantwortung dafür wird Gorbatschow zugeschrieben, er selbst stritt dies jedoch ab.
Im April 1991 erklärte er seinen Rücktritt als Chef der KPdSU, widerrief diesen aus Gewissensgründen jedoch sofort wieder. Gorbatschows außenpolitischer Berater Anatolij Tschernjajew hatte ihn gedrängt, sich durch einen Parteiaustritt ganz von der KPdSU zu lösen und damit das Machtmonopol der KPdSU in der Sowjetunion zu brechen. Rückblickend erklärte Gorbatschow, es sei ein Fehler von ihm gewesen, dies nicht getan zu haben.
Am 19. August desselben Jahres unternahmen einige orthodoxe kommunistische Politiker zusammen mit einem Teil des Militärs und angeführt vom Staatskomitee für den Ausnahmezustand den sogenannten Augustputsch in Moskau, während dessen Gorbatschow, seine Frau Raissa und die Leibwache drei Tage unter Hausarrest in einer Regierungsresidenz auf der Halbinsel Krim standen. Dem damals neugewählten Präsidenten der Russischen SFSR Boris Jelzin gelang es, die Putschisten auszuschalten und die Staatsgewalt zu übernehmen. Damit war die Sowjetmacht in die Hände der russischen Unionsrepublik übergegangen, was am 24. August, drei Tage nach der Niederschlagung des Putsches, die Unabhängigkeitserklärung der Ukraine zur Folge hatte. Während Gorbatschow diese zunächst ignorierte, erkannte er – nach dem Scheitern des Augustputsches de facto durch Jelzin entmachtet – noch im gleichen Monat die Unabhängigkeit der baltischen Staaten Estland, Lettland und Litauen an. Unmittelbarer Anlass für den Putsch war die bevorstehende Unterzeichnung eines neuen Unionsvertrags, der den Sowjetrepubliken weitgehende Autonomie zugestand. Gorbatschow, der diesen Machtverlust hatte hinnehmen müssen, spielte eine zweideutige Rolle. Wie er später einräumte, wusste er von den Putschplänen, reiste aber trotzdem in den Urlaub auf die Krim – und nährte so Spekulationen, dass er selbst auf eine Restaurierung der Zentralmacht durch die Putschisten setzte.
Obwohl die Ukraine ihre Unabhängigkeit bis zu einem Referendum aussetzte, erklärten bis auf Russland nach und nach auch die anderen Sowjetrepubliken ihre Unabhängigkeit. Insbesondere in den zentralasiatischen Republiken geschah das jedoch hauptsächlich, um der lokalen KP-Führung – erfolgreich – die Macht zu sichern.
Gorbatschows in den Folgemonaten unternommener Versuch, die Sowjetunion als eine eher lose Konföderation zu retten, scheiterte am Widerstand der Ukraine, ohne deren Mitgliedschaft auch Russland nicht zu einer neuen Union bereit war.

### Rücktritt als Präsident

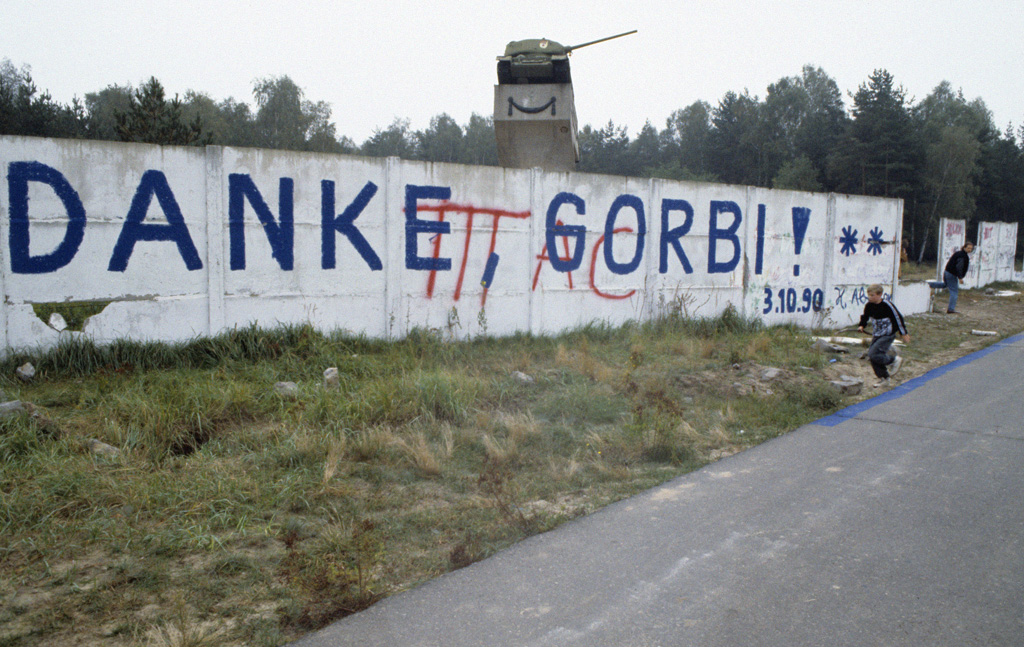
„Gorbi“-Graffito an der Berliner Mauer am 3. Oktober 1990

Nach dem misslungenen Putsch wurden die Putschisten („Bande der Acht“) festgenommen. Jelzin erließ während einer weltweit übertragenen Ansprache Gorbatschows vor dem russischen Parlament ein Dekret zum Verbot der Tätigkeit der KPdSU auf russischem Boden und unterbrach zur Verkündung seines Erlasses Gorbatschows Rede. Dieser – nicht nur sowjetischer Präsident, sondern zu diesem Zeitpunkt auch noch Generalsekretär der gerade für illegal erklärten KPdSU – wirkte völlig überrumpelt.
Diese demütigende Machtdemonstration Jelzins gegenüber Gorbatschow beschleunigte den Abspaltungsprozess der übrigen Republiken, da sich die Entmachtung des Zentralstaates zu Gunsten der Teilrepubliken vor aller Welt eindrucksvoll manifestierte. Es ist fraglich, ob sich Jelzin der vollen Tragweite seiner Handlung bewusst war.
Gorbatschow wurde Ende des Jahres 1991 von seinen Beratern dazu aufgefordert, seine Vollmachten unter keinen Umständen niederzulegen und notfalls einen gewaltsamen Machtwechsel mit Jelzin in Kauf zu nehmen. Diese ignorierte er und trat am 25. Dezember 1991 als Präsident der Sowjetunion zurück.

### Nachsowjetisches Politikengagement
Gorbatschow blieb zeitlebens der Überzeugung, dass die Sowjetunion nach dem Putsch im Jahr 1991 noch zu retten gewesen wäre.
1992 gründete Gorbatschow die Gorbatschow-Stiftung, 1993 die Umweltschutzorganisation Internationales Grünes Kreuz. In diesem Rahmen übernahm er auch die Schirmherrschaft über das Grüne Band Europa. Er wurde Mitglied im Club of Rome. Vor allem seit Anfang des 21. Jahrhunderts kritisierte Gorbatschow die Politik der US-Regierung von George W. Bush.
Innenpolitisch verstand er sich als Sozialdemokrat und war als Vorsitzender von mehreren russischen Parteien dieser Orientierung tätig. Er kritisierte den ungezügelten Kapitalismus in Russland und sah die Perestroika als sozialdemokratisches Programm, das jedoch durch die radikalen Marktreformen nach dem Zusammenbruch der Sowjetunion nicht zu Ende geführt wurde.
Als er 1996 zu den russischen Präsidentschaftswahlen kandidierte, erhielt er 0,51 % der Stimmen. Er sah darin das Ergebnis von Wahlfälschung:

„Woher wisst ihr, wie viel Stimmen ich wirklich bekommen habe? Einer der Jelzin-Vertrauten hat öffentlich erklärt: Nach seinen Angaben hätte ich 25 Prozent erhalten. Faktisch bekam ich 15. Am Morgen nach der Wahl rief mich einer meiner Bevollmächtigten aus Orenburg an und sagte, ich läge bei knapp 7. Am Abend desselben Tages waren es dann 0,65 Prozent. Wie sagte schon Stalin? Das Wichtigste ist, wie man zusammenzählt.“

In einer Rede vor dem Deutsch-Russischen Forum im Mai 2007 kritisierte Gorbatschow die Politik Jelzins, die vieles in Russland „zerschlagen“ habe. Er nahm, ganz im Sinne des russischen „common sense“, Wladimir Putin in Schutz, der das wieder aufgebaut habe. Gorbatschow richtete Anfang 2008 einen Brief an die deutschen Medien und gab seiner Meinung Ausdruck, dass die freien Medien in Russland stärker würden. Wenn Korrespondenten das und weitere positive Entwicklungen nicht verstünden, würden sie sich zu wenig interessieren und stattdessen Stereotype ohne die nötige Themenvielfalt verbreiten.
Im Juni 2006 erwarb er gemeinsam mit dem ehemaligen Dumaabgeordneten Alexander Lebedew (zuletzt Partei Gerechtes Russland) 49 Prozent der Anteile an der Nowaja gaseta. Gorbatschow hatte die Zeitung schon bei ihrer Gründung unterstützt, während Lebedew erklärte, damit sollten unerwünschte Investoren ferngehalten werden.
Am 8. Oktober 2008 gab Gorbatschow die Gründung der Unabhängigen Demokratischen Partei Russlands gemeinsam mit Alexander Lebedew bekannt, der man jedoch wenig Chancen bei Wahlen einräumte.
Gorbatschow engagierte sich außerdem für die globale Menschenrechtsbewegung. So war er Mitglied einer Jury von renommierten Persönlichkeiten, die im Jahr 2011 bei der Auswahl des universellen Logos für Menschenrechte beteiligt war.
Anlässlich seines 80. Geburtstags 2011 schuf man den Mikhail Gorbachev Award – The Man Who Changed The World (Michail-Gorbatschow-Preis – Der Mensch, der die Welt veränderte). Mit ihm sollten Menschen geehrt werden, deren großartiger Beitrag zur Entwicklung unserer heutigen Welt unverkennbar sei, die jedoch dafür bislang kaum bzw. gar keine Aufmerksamkeit oder Dankbarkeit erhalten hätten. Gemeinsam mit den Gründungsorganisationen The Gorbachev Foundation, World Summit for Nobel Peace Laureates, Green Cross International sowie New Policy Forum wurde der Mikhail Gorbachev Award in drei Kategorien ins Leben gerufen und am 30. März 2011 in London verliehen.

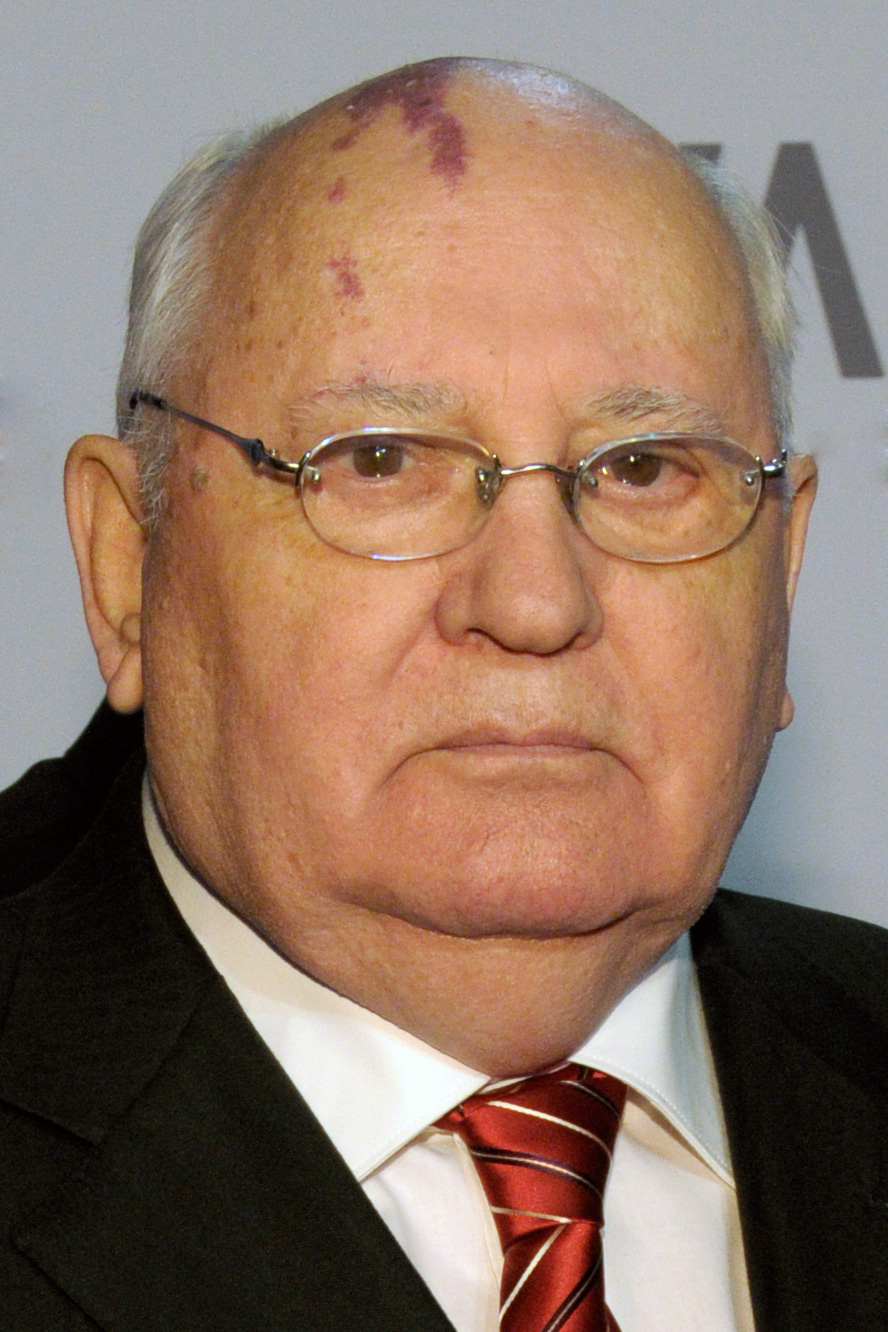
Gorbatschow auf der UNESCO Charity Gala 2011

Im August 2011 kritisierte Gorbatschow Demokratiedefizite unter der Herrschaft Putins, der damals das Amt des russischen Ministerpräsidenten bekleidete und eine dritte Amtszeit als Präsident der Russischen Föderation anstrebte:

„Putin will an der Macht bleiben. Aber nicht, um endlich unsere dringendsten Probleme zu lösen – Bildung, Medizin, Armut. Das Volk wird nicht gefragt, die Parteien sind Marionetten des Regimes. Gouverneure werden nicht mehr direkt gewählt, Direktmandate bei den Wahlen wurden abgeschafft, alles läuft nur noch über Parteilisten. Neue Parteien werden aber nicht zugelassen, sie stören.“

„Mich beunruhigt, was die Partei ‚Einiges Russland‘, deren Führer Putin ist, und die Regierung tun: Sie wollen den Status quo wahren, es geht keinen Schritt vorwärts. Im Gegenteil: Sie zerren uns zurück in die Vergangenheit, während das Land dringend modernisiert werden muss. ‚Einiges Russland‘ erinnert mitunter an die alte KPdSU.“

Mit Blick auf die Massenproteste gegen die von Fälschungsvorwürfen überschattete Parlamentswahl am 4. Dezember 2011 forderte Gorbatschow die Annullierung der Wahl und meinte:

„Zwei Amtszeiten als Präsident, eine Amtszeit als Regierungschef – das sind im Grunde drei Amtszeiten, das reicht nun wirklich. […] Ich würde Wladimir Wladimirowitsch raten, sofort zu gehen.“

In einem Interview 2014 begrüßte er die Annexion der zur Ukraine gehörenden Halbinsel Krim als „Wiedervereinigung“ und bezeichnete sie als einen „Moment des Glücks“. Während seines Besuches in Berlin im November desselben Jahres sprach er sich gegen Kritik an Präsident Putin und der russischen Außenpolitik zur Krim und dem Krieg in der Ukraine aus:

„Ich werde Russland und seinen Präsidenten Wladimir Putin entschlossen verteidigen. Ich bin absolut überzeugt, dass Putin heute besser als jeder andere die Interessen Russlands verfolgt. Es gibt natürlich in seiner Politik etwas, das kritisierbar ist. Aber ich will dies nicht tun, und ich will auch nicht, dass jemand anderes dies tut.“

Gorbatschow kritisierte stattdessen die USA; er warf ihnen vor, „Probleme“ der Ukraine als Vorwand zur Einmischung bei anderen Ländern zu nutzen. Hingegen stellte er klar, dass es 1990 kein Versprechen der NATO betreffend einer Osterweiterung gegeben hatte.
2015, in jenem Jahr, in dem er auch das Buch Das neue Russland: der Umbruch und das System Putin veröffentlichte, gab sich Gorbatschow für Russland zuversichtlich; Russland sei zwar erst auf halbem Weg zur Demokratie, aber er sei optimistisch, dass weder Glasnost noch die Demokratie tot seien. Dank einer neuen Generation Russen könne die Uhr nicht mehr zurückgedreht werden. Jedoch müsse die russische Gepflogenheit ein Ende haben, Gesetze innerhalb eines Tages zu beschließen. Er hielt auch die herrschende konservative Agenda des Kremls für falsch. Eine politische Botschaft enthielt außerdem seine Geburtstagsfeier 2017, wo Andrei Makarewitsch auftrat, dem der Kreml seit seiner Kritik am russischen Vorgehen gegen die Ukraine systematisch Auftrittsmöglichkeiten verwehrte. Durch seinen Sprecher ließ Gorbatschow öffentlich erklärten, Russlands einziger Weg zur Erholung, bestehe darin, wahre Demokratie wiederherzustellen. In einem Interview äußerte er selbst: „Ich sage immer wieder: Wir sollten keine Angst vor unserem Volk haben.“

„Wenn Menschen Angst vor der politischen Macht haben, kann es zum Schlimmsten kommen. Wir brauchen Glasnost. Wir brauchen den Dialog zwischen der Gesellschaft und den Machthabern.“

Gorbatschow hatte den USA zu seiner aktiven Zeit eine völlige gegenseitige nukleare Abrüstung vorgeschlagen. In einer Publikation mit Franz Alt wandte er sich 2017 mit einem Appell an die Welt: „Kommt endlich zur Vernunft – Nie wieder Krieg!“ Er sehe noch immer die Gefahr eines Atomkriegs, solange die letzte Atombombe noch nicht abgeschafft sei.

„Wir leben alle auf einem Planeten! Wir sind eine Menschheit. (…) Ein solcher Krieg wäre der letzte in der Menschheitsgeschichte. Danach gäbe es niemand mehr, der noch Krieg führen könnte.“

2019 veröffentlichte Gorbatschow vor dem Hintergrund von Trumps Präsidentschaft und dem damit einhergehenden Rückzug der USA aus dem INF-Vertrag das Buch Was jetzt auf dem Spiel steht. Mein Aufruf für Frieden und Freiheit.
2020 bekannte er sich in einem Filmporträt des Regisseurs Witali Manski noch einmal zum Kommunismus und sagte: „Ich sehe Lenin als unseren Gott an.“
Anfang Februar 2022 schrieb Gorbatschow in einem Artikel: „Keine Herausforderung oder Bedrohung, der die Menschheit im 21. Jahrhundert gegenübersteht, kann militärisch gelöst werden.“ Zwei Wochen später befahl der russische Präsident Putin einen militärischen Überfall auf die Ukraine. Gorbatschow hatte gegenüber einem Bekannten erklärt, dem ungarischen Fernsehproduzenten János Zolcer, in den letzten Jahren mehrfach versucht zu haben, Putin zu erreichen; dieser habe aber nie zurückgerufen oder das Telefon abgenommen, lediglich einmal jährlich habe man sich gesehen. Im Juli erklärte Zolcer, dass „Gorbatschow den Krieg Russlands gegen die Ukraine von Beginn an aufs Schärfste“ verurteile.
Der von vielen Russen heftig kritisierte Gorbatschow lebte zuletzt in einem Spital. Der Guardian schrieb, er habe lange genug gelebt, um zu erfahren, wie sein Werk zerbröckelte oder in die Luft gesprengt wurde.

### Außerhalb der Politik
Seit dem Ende seiner Präsidentschaft beschäftigte sich Gorbatschow neben der nachsowjetischen Politik vor allem mit Musik. Er veröffentlichte gemeinsam mit der Schauspielerin Sophia Loren und dem Ex-US-Präsidenten Bill Clinton 2003 das Hörbuch „Peter und der Wolf“ als Kinder-CD und erhielt dafür einen Grammy. Er hatte zudem einen Gastauftritt im Film In weiter Ferne, so nah! von Wim Wenders, in dem er sich selbst spielt.
Seit dem Tod seiner Frau Raissa Gorbatschowa 1999 lebte er unweit seiner Tochter Irina Wirganskaja (* 1957) bei Moskau. Die Gorbatschows haben zwei Enkeltöchter. Gorbatschow war Eigentümer der Villa Hubertus-Schlössl im Ortsteil Oberach von Rottach-Egern am Tegernsee in Bayern.
Er hatte ein markantes Feuermal, das im Laufe der Zeit, mit zunehmendem Haarverlust, auf seinem Kopf sichtbar wurde.
Mehrere Londoner Tageszeitungen behaupteten im März 2008 fälschlicherweise, er habe sich bei einem Besuch in Assisi zum Christentum bekannt. Gorbatschow stellte aber klar, dass er kein Christ, sondern nach wie vor Atheist sei.

### Tod

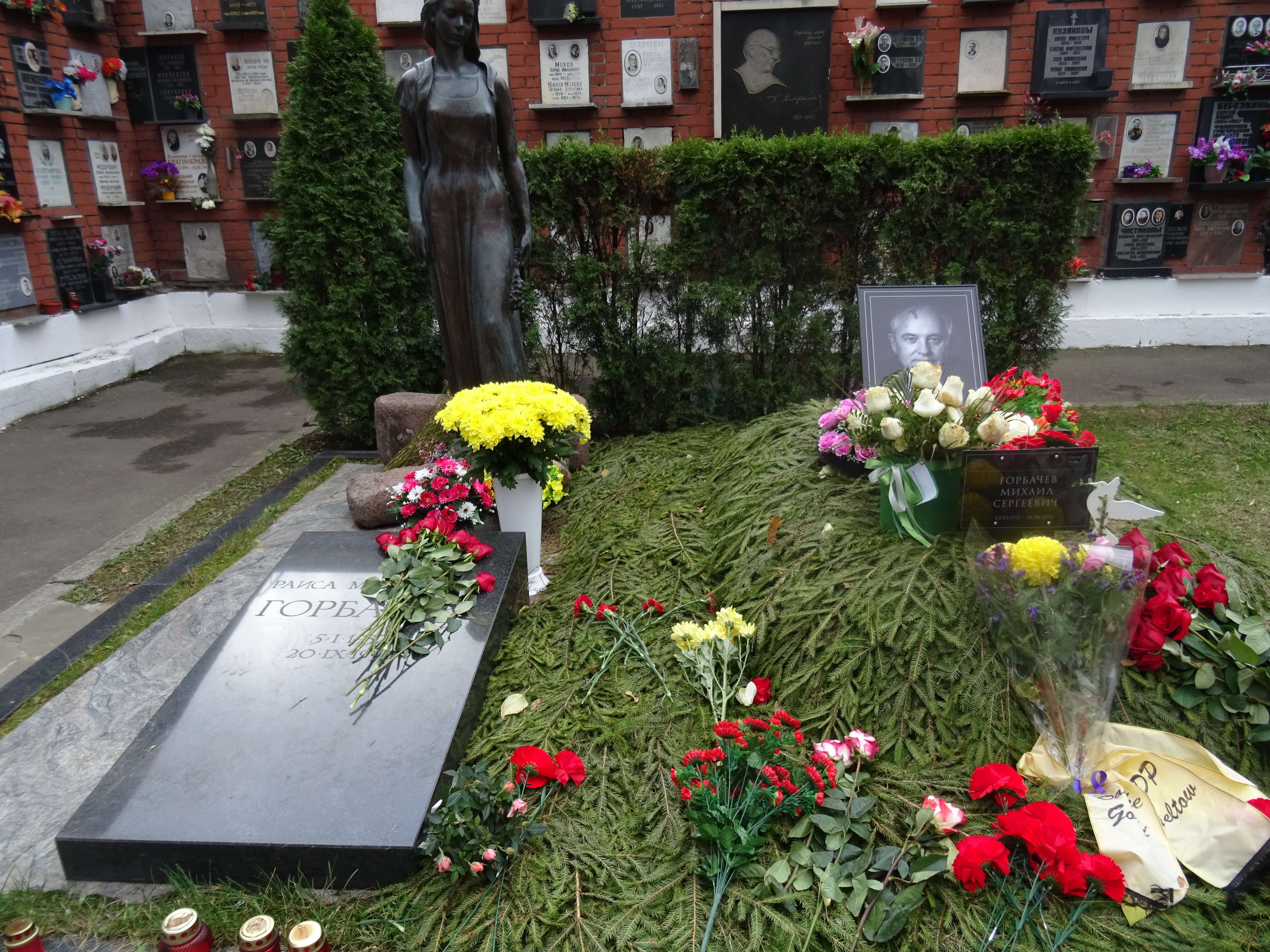
Grabstelle wenige Wochen nach der Beerdigung

Am Abend des 30. August 2022 starb Gorbatschow im Alter von 91 Jahren nach „langer und schwerer“ Krankheit im Zentralen Klinischen Krankenhaus (ZKB) in Moskau. Er litt laut Medienberichten seit Juli 2022 an einer Nierenkrankheit und bereits 2014 wurde er aufgrund einer Diabeteserkrankung einmal in ein Krankenhaus eingeliefert. Tausende Menschen nahmen von ihm Abschied. Vor dem Gebäude, in dem der Sarg offen aufgebahrt war, bildete sich eine Schlange. Gorbatschow wurde am 3. September 2022 in Moskau auf dem Neujungfrauenfriedhof für Prominente (Sektion 131) neben seiner Frau Raissa öffentlich beigesetzt. Ungarns Ministerpräsident Viktor Orbán nahm an der Trauerfeier teil, der russische Präsident Wladimir Putin war aufgrund angeblicher Terminprobleme nicht anwesend. Anders als andere Kremlchefs wie zuletzt 2007 Boris Jelzin erhielt Gorbatschow weder ein Staatsbegräbnis noch wurde ein nationaler Trauertag ausgerufen.

## Rückblick und kritische Würdigung

### Gorbatschows Rückblick
Gorbatschows persönliche Bilanz 2014, 25 Jahre nach dem „großen Umbruch“, fiel verbittert aus: Nirgendwo im Westen habe es damals einen echten Partner für ihn gegeben; wahrscheinlich habe keiner im anderen Lager auch nur annähernd begriffen, welches Risiko er, der damals mächtigste Mann jenseits des Eisernen Vorhangs, mit dem politischen Konzept „Glasnost und Perestroika“ eingegangen sei. Er hätte ein gemeinsames „Haus Europa“ angestrebt und habe stattdessen eine Siegermentalität angetroffen. Das sei am Ende der Grund gewesen, warum Russland, nach dem „politischen Ausverkauf“ und der „ökonomisch-politischen Anarchie“ der Jelzin-Jahre (1991–1999), einen „Machtmenschen“ wie Wladimir Putin geradezu gebraucht hätte, wollte es nicht gänzlich aus der Weltpolitik verschwinden.
Dem russischen Präsidenten Putin warf er vor, eine „Imitation von Demokratie“ geschaffen zu haben; die Führung des Landes wolle „ohne jegliche Kontrolle regieren und ihren eigenen materiellen Wohlstand sichern“. Hingegen verteidigte Gorbatschow die russische Intervention in Georgien 2008 und die Annexion der Krim 2014. Die Behauptung, ihm sei in Gesprächen über die deutsche Vereinigung 1990 ein Verzicht auf eine NATO-Osterweiterung versprochen worden, stützte er zunächst, wies sie später jedoch als „Mythos“ zurück.

### Rezeption im In- und Ausland

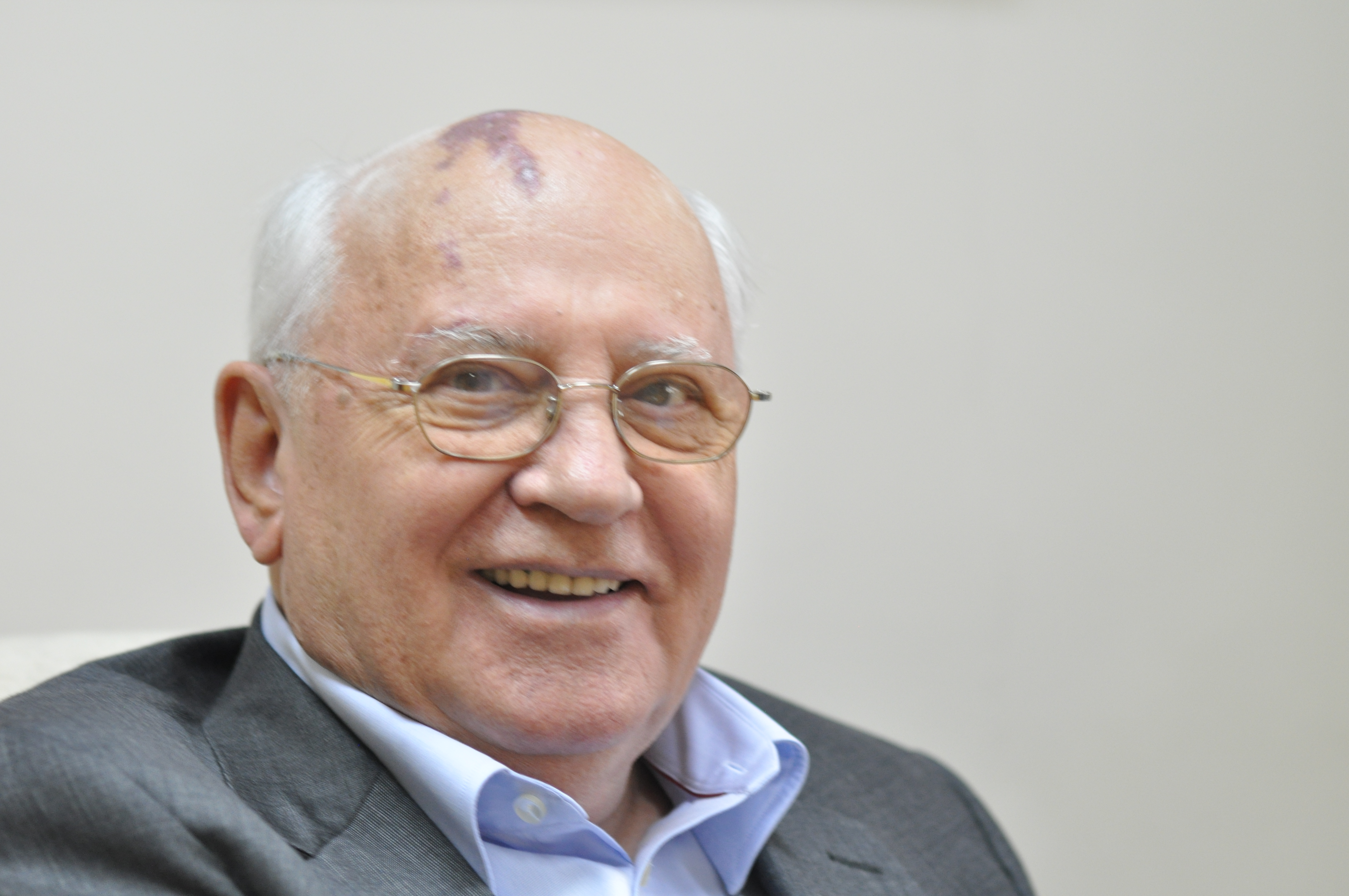
Michail Gorbatschow (2010)

Im Westen wurde Gorbatschow – dem von den Deutschen der Spitzname Gorbi beigelegt wurde – hoch geschätzt, weil er von sowjetischer Seite den Kalten Krieg beendete. Zudem kanalisierte er die beim Zerfall der Sowjetunion frei werdenden Kräfte nach innen, in eine Implosion, anstatt sie in aggressiver Form nach außen dringen zu lassen, etwa in einem Krieg. Die Biografin Gail Sheehy resümierte 1991: „Michail Sergejewitsch Gorbatschow, der letzte romantische Kommunist, der den Kommunismus auf den Müllhaufen der Geschichte warf. Michail Sergejewitsch Gorbatschow, der Mann, der die Welt veränderte und dabei sein Land verlor.“
UNO-Generalsekretär António Guterres würdigte Gorbatschow 2022 als Staatsmann, der „den Lauf der Geschichte verändert“ habe: Er habe „mehr als jeder andere dazu beigetragen, den Kalten Krieg friedlich zu beenden“.
In Russland ist Gorbatschow dagegen weitgehend unbeliebt, weil er nach verbreiteter Meinung den Zusammenbruch der Sowjetunion und die folgende Phase wirtschaftlicher und politischer Unsicherheit verursachte. Zwar wurde er anlässlich seines 80. Geburtstages für Verdienste als Staatsmann mit der höchsten Auszeichnung Russlands, dem Andreas-Orden, geehrt, jedoch erfuhr er im Land auch viel Kritik und Hass für seine Präsidentschaft. Sergei Michailowitsch Mironow, Vorsitzender des russischen Föderationsrates in den Jahren 2001 bis 2011, bezichtigte Gorbatschow wegen dessen Unterschrift im Jahr 1991 zu den START-Abrüstungsverträgen des Landesverrates. Im April 2014 planten Abgeordnete (drei von der Kommunistischen Partei der Russischen Föderation, zwei von Einiges Russland) des russischen Parlamentes um Iwan Nikittschuk, Gorbatschow wegen seines Handelns im Dezember 1991 zu verklagen, weil er das Land absichtlich „in den Abgrund“ geführt hätte. Nach Gorbatschows Tod erklärte der Vizepräsident der Staatsduma, Witali Milonow, Gorbatschow habe ein Vermächtnis hinterlassen, das „für unser Land schlimmer als Hitler“ sei.
Der Biograph György Dalos sieht Gorbatschow in einer Linie mit jenen Kommunisten im Ostblock, die Hans Magnus Enzensberger als „Helden des Rückzugs“ apostrophierte, weil sie beim friedlichen Abbau ihres Systems mitgeholfen hätten: „Wenn man diese ironische Sichtweise auf Michail Gorbatschow anwendet, dann müssen wir in ihm einen wahren Napoleon des Rückzugs sehen, dessen Tragik ausgerechnet darin bestand, dass er sozusagen siegreich von Niederlage zu Niederlage marschieren musste.“ Das postsowjetische Erbe habe nicht zu dauerhaftem Frieden in der Welt geführt; von einer neuen Generation in den frei gewordenen Ländern müssten unterdessen Lösungen für ökologische, ökonomische und soziokulturelle Probleme dringend gefunden werden. Auf den jungen Menschen laste das schwierige Erbe des 20. Jahrhunderts, „ein gewaltiger Berg, den Michail Gorbatschow mit großem Elan und Ehrgeiz, wenn auch mit wechselhaftem Erfolg begonnen hat abzutragen.“

## Ehrungen und Auszeichnungen

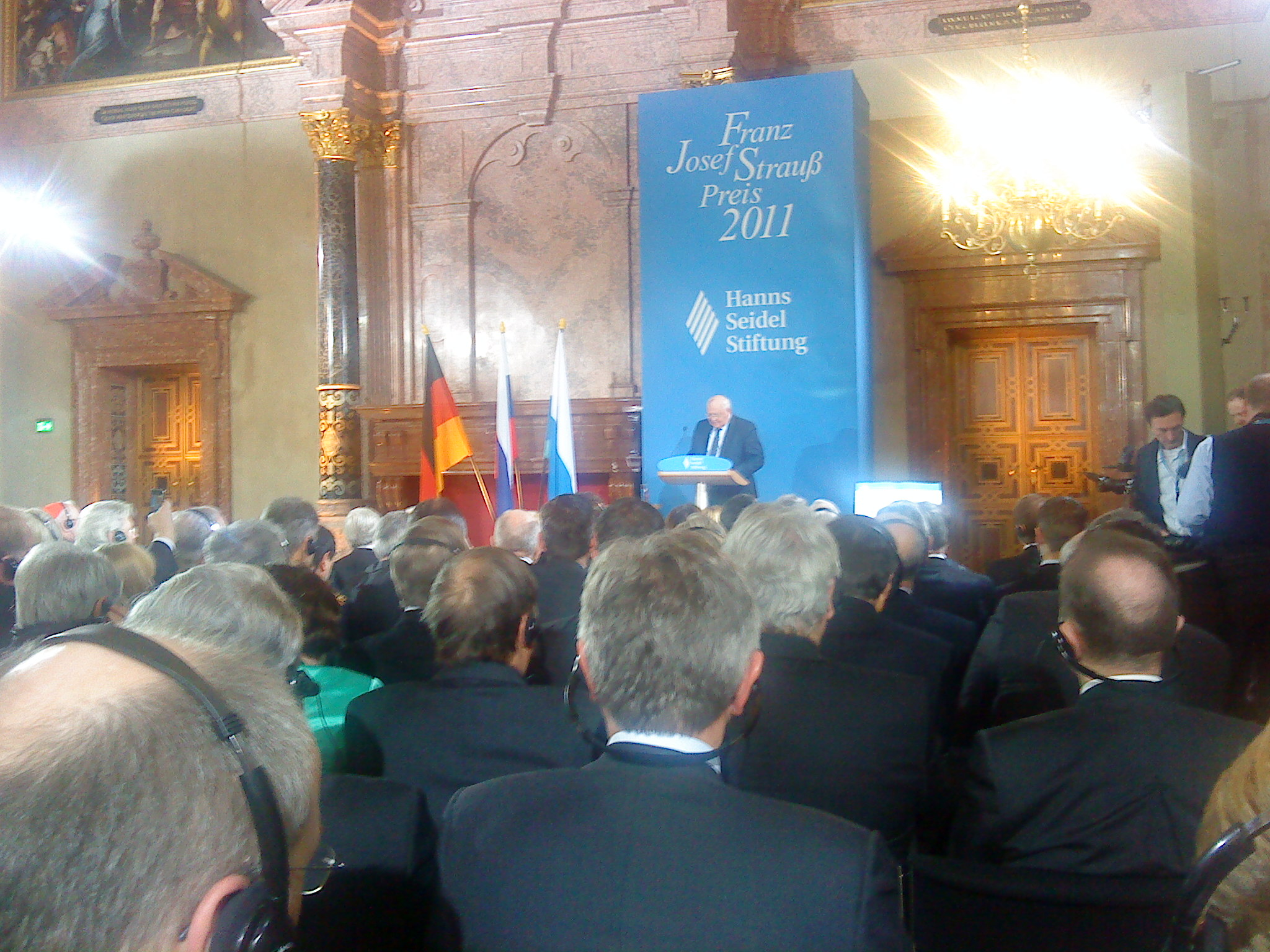
Verleihung des Franz Josef Strauß-Preises an Gorbatschow in der Münchner Residenz

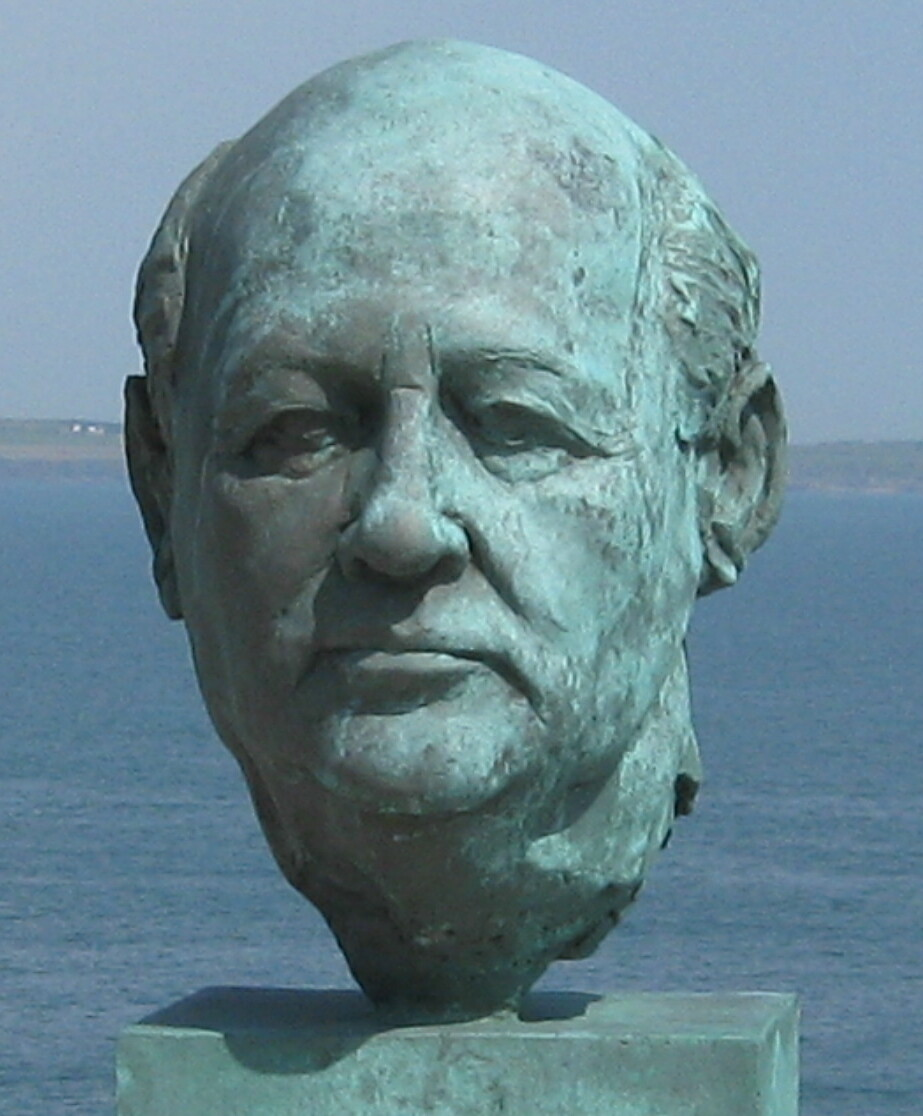
Gorbatschow-Büste von Serge Mangin auf dem Kreuzfahrtschiff Deutschland

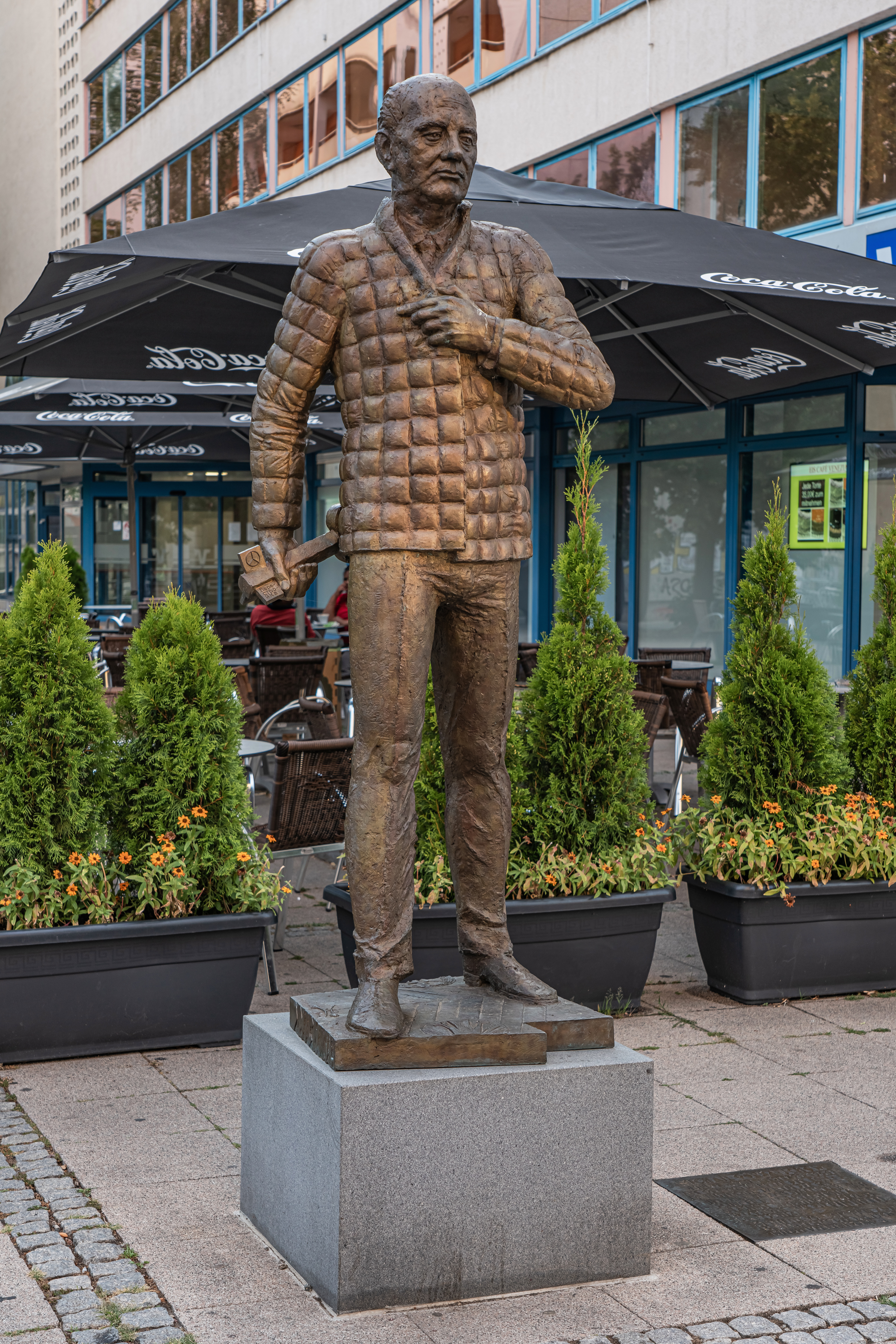
Gorbatschow-Denkmal von Bernd Göbel in Dessau-Roßlau

- 1947: Orden des Roten Banners der Arbeit
- 1966: Ehrenzeichen der Sowjetunion
- 1971, 1973, 1981: Leninorden
- 1978: Orden der Oktoberrevolution
- 1989: Otto-Hahn-Friedensmedaille in Gold
- 1990: Friedensnobelpreis
- 1990: Four Freedoms Award, Special Award
- 1992: Ehrenbürger von Berlin[71]
- 1994: Grawemeyer Award
- 1996: Professor des technisch-praktischen Sektors der Internationalen Akademie der Wissenschaften (AIS) San Marino
- 1998: Comet (Musikpreis) für außerordentliche Verdienste um die europäische Jugend
- 1999: Sonderstufe des Großkreuzes des Verdienstordens der Bundesrepublik Deutschland
- 1999: Großkreuz des tschechischen Ordens des Weißen Löwen
- 2000: Aleksandr-Men-Preis der Akademie der Diözese Rottenburg-Stuttgart[72]
- 2001: Goldene Henne Medienpreis von SUPERillu und dem Mitteldeutschen Rundfunk MDR für seine Verdienste um die deutsche Wiedervereinigung
- 2002: Europapreis Karl V. der Europäischen Akademie von Yuste
- 2003: EuroNatur-Preis der Stiftung Euronatur für seine Verdienste um die internationale Umweltverständigung
- 2003: Grammy mit Bill Clinton und Sophia Loren für das Hörspiel Peter und der Wolf
- 2005: Point-Alpha-Preis mit George H. W. Bush und Helmut Kohl
- 2005: Augsburger Friedenspreis
- 2005: Ehrendoktor der Rechtswissenschaftlichen Fakultät der Westfälischen Wilhelms-Universität aufgrund seiner „maßgeblichen Beteiligung an der Beendigung des Ost-West-Konflikts“
- 2007: Dr. Friedrich Joseph Haass-Preis des Deutsch-Russischen Forums
- 2007: Energy Globe Award: Honorary Award for Lifetime Achievement
- 2008: Martin-Buber-Plakette in Kerkrade/Niederlande
- 2009: Osgar
- 2010: Dresden-Preis
- 2010: Ehrenpreis der Deutschen Bundesstiftung Umwelt (DBU)[73]
- 2010: Marion Dönhoff Preis[74]
- 2011: Orden des Heiligen Andreas des Erstberufenen[75]
- 2011: Franz Josef Strauß-Preis
- 2015: Weltwirtschaftlicher Preis
- 2016: Brückenpreis der Stadt Regensburg
- 2017: Löwenherz-Ehrenpreis der Hilfsorganisation Human Projects für Frieden, Freiheit, Aufklärung, Integration und eine gerechtere Welt[76]
- 2020: Michail-Gorbatschow-Denkmal in Dessau

## Zitate

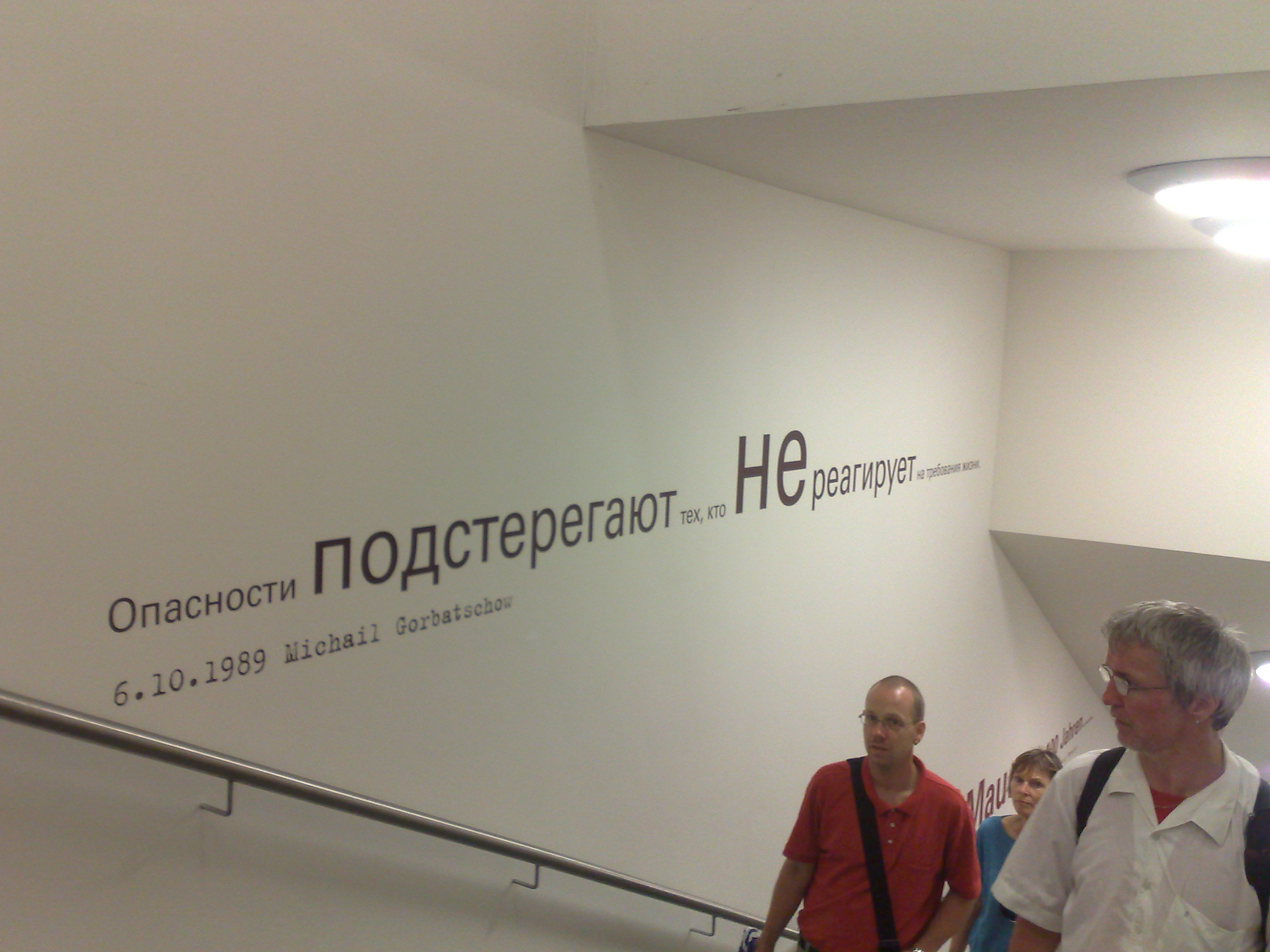
Zitat von Gorbatschow, im Treppenausgang des Berliner U-Bahnhofs Brandenburger Tor: Gefahren lauern auf diejenigen, die nicht auf das Leben reagieren.

- „Euch steck ich noch alle in die Tasche“ (ZK-KPdSU-Sitzung im Oktober 1981)
- „Bau eines neuen europäischen Hauses“ (ab 1987 in verschiedenen Reden zur Zukunft Europas)
- „An den Frieden denken heißt, an die Kinder denken“ (in einem Brief an Astrid Lindgren, 1987)[77]
- Den am häufigsten zitierten Satz „Wer zu spät kommt, den bestraft das Leben“ (Ost-Berlin, 6. Oktober 1989) hat Gorbatschow selbst, zumindest wörtlich und öffentlich, so nie gesagt. Gorbatschow, der die DDR aus Anlass der Feierlichkeiten zum 40. Geburtstag besuchte, ehrte am 6. Oktober kurz nach seiner Ankunft in Ost-Berlin in der Neuen Wache unter den Linden die Opfer des Faschismus.[78] Danach ging er spontan auf die wartenden Journalisten zu und sagte in die laufenden Kameras „Я думаю, опасности только подстерегают тех, кто не реагирует на жизнь. […]“ („Ja dumaju, opasnosti tolko podsteregajut tech, kto ne reagirujet na shisn. […]“), was vom Dolmetscher live mit den folgenden Worten übersetzt wurde: „Ich glaube, Gefahren warten nur auf jene, die nicht auf das Leben reagieren. Und wer die vom Leben ausgehenden Impulse – die von der Gesellschaft ausgehenden Impulse aufgreift und dementsprechend seine Politik gestaltet, der dürfte keine Schwierigkeiten haben, das ist eine normale Erscheinung.“[79] Diesen Reformgedanken äußerte er während seines Besuches in Berlin noch mehrere Male, sowohl vor der DDR-Staatsführung[78][80] als auch – laut Augenzeugen, darunter Jens Reich – vor einer Menschenmenge in Ost-Berlin, hier auf Russisch nur leicht verändert: „Трудности подстерегают тех, кто не реагирует на жизнь“ („Trudnosti podsteregajut tech, kto ne reagirujet na shisn“).[81] Zu Deutsch: „Schwierigkeiten lauern auf den, der nicht auf das Leben reagiert.“

Umstritten ist nun, wie es zu der – möglicherweise gewollten – Veränderung dieses Satzes im Deutschen gekommen ist. Dazu gibt es folgende Anhaltspunkte:
- Auf einer anschließenden informellen Pressekonferenz soll Gennadi Gerassimow, der damalige Sprecher Gorbatschows, dessen Gedanken, die Gorbatschow während seines Besuches mehrmals äußerte, auf den Punkt gebracht haben, und zwar zunächst auf Englisch: „Those who are late will be punished by life itself.“
- Laut Christoph Drösser schreibt Gorbatschow in seinen Memoiren, er habe zwei Tage später Honecker in einem Vieraugengespräch gesagt: „Das Leben verlangt mutige Entscheidungen. Wer zu spät kommt, den bestraft das Leben.“

Einem Dokumentarfilm von Ignaz Lozo zufolge, der am 17. Oktober 2010 bei Phoenix ausgestrahlt wurde, bezog sich diese Äußerung Gorbatschows nicht auf Honecker oder die DDR, sondern auf die Genossen daheim in der Sowjetunion. Man müsste den Verlauf des ganzen auf der Straße gegebenen Interviews betrachten, um zu einer klareren Einschätzung zu kommen. Der ehemalige DDR-Staatsratsvorsitzende Egon Krenz erklärte zwei Jahrzehnte später in einer Fernsehdokumentation, Gorbatschow habe diesen Satz „auf sich selbst gemünzt“.

## Filme
- Gorbatschow. Paradies. Dokumentarfilm von Witali Manski, LZ/CZ/F, 2020. Gezeigt in ARTE, 17. August 2021, 20:15–22:00 Uhr (in Interviewform)
- Mensch Gorbatschow! Der Genosse, der die Welt veränderte. Film von Bärbel Jacks, ZDF 2021. Gezeigt im ZDF, 1. September 2022

## Veröffentlichungen
In der bibliographischen Internet-Datenbank RussGUS (frei zugänglich) werden zu „Gorbatschow“ ca. 700 Literaturnachweise angeboten (dort suchen unter Formularsuche Sachnotationen:16.2.2/Gorbacev, M*).
- Ausgewählte Reden und Schriften. Dietz, Berlin, 1986, ISBN 3-320-00690-8.
- Ausgewählte Reden und Aufsätze. (5 Bände). Dietz, Berlin 1987–1990, ISBN 3-320-01173-1.
- Reden und Aufsätze zu Glasnost und Perestroika. Progress, Moskau 1989, ISBN 5-01-002303-2.
- Das Volk braucht die ganze Wahrheit. Dietz, Berlin 1990, ISBN 3-320-01556-7
- Umgestaltung und neues Denken für unser Land und für die ganze Welt. Dietz, Berlin 1988, ISBN 3-320-01213-4.
- Die Rede. „Wir brauchen die Demokratie wie die Luft zum Atmen“. Referat vor dem ZK der KPdSU am 27. Januar 1987. Rowohlt, Reinbek bei Hamburg 1987, ISBN 3-499-12168-9.
- Perestroika, die zweite russische Revolution. Eine neue Politik für Europa und die Welt. Knaur, München 1987, ISBN 3-426-26375-0; erweiterte Taschenbuchausgabe ebd. 1989, ISBN 3-426-03961-3.
- Glasnost. Das neue Denken. Ullstein, Berlin 1989, ISBN 3-550-07220-1.
- Das gemeinsame Haus Europa und die Zukunft der Perestroika. Econ, Düsseldorf/Wien/New York, NY 1989, ISBN 3-430-13330-0.
- Der Staatsstreich. Bertelsmann, München 1991, ISBN 3-570-01408-8.
- Der Zerfall der Sowjetunion. Bertelsmann, München 1992, ISBN 3-570-02068-1.
- Erinnerungen. Siedler, Berlin 1995, ISBN 3-88680-524-7, ISBN 3-442-72037-0.
- mit Wadim Sagladin und Anatoli Tschernjajew: Das neue Denken. Politik im Zeitalter der Globalisierung. Goldmann, München 1997, ISBN 3-442-12754-8.
- mit Daisaku Ikeda: Unsere Wege treffen sich am Horizont. Goldmann, München 1998, ISBN 3-442-75542-5.
- Wie es war. Die deutsche Wiedervereinigung. Ullstein, Berlin 1999, ISBN 3-550-07005-5.
- Über mein Land. Rußlands Weg ins 21. Jahrhundert. Beck, München 2000, ISBN 3-406-46165-4.
- Mein Manifest für die Erde. Jetzt handeln für Frieden, globale Gerechtigkeit und eine ökologische Zukunft. Campus-Verlag, Frankfurt/New York 2003, ISBN 3-593-37215-0.
- Alles zu seiner Zeit: Mein Leben. Aus dem Russischen von Birgit Veit, Hoffmann und Campe, Hamburg 2013, ISBN 978-3-455-50276-3.
- Das neue Russland: der Umbruch und das System Putin (Originaltitel: Posle Kremlja, übersetzt von Boris Reitschuster). Quadriga, Köln 2015, ISBN 978-3-86995-082-2.
- Ein Appell von Michail Gorbatschow an die Welt. Kommt endlich zur Vernunft – NIE WIEDER KRIEG! Mit Franz Alt. Benevento, Wals bei Salzburg 2017, ISBN 978-3-7109-0016-7.
- Was jetzt auf dem Spiel steht. Mein Aufruf für Frieden und Freiheit. Siedler, München 2019, ISBN 978-3-8275-0128-8.
- mit Zdeněk Mlynář: Gespräche in Wien, Moskau und Prag (hrsg. und übers. von Klaus Kukuk). Verlag am Park, Berlin 2019, ISBN 978-3-947094-36-3.